# Astylos
Astylos bedeutet wörtlich „ohne Säule“. Dieser Tempel ist wie ein einfacher Antentempel aufgebaut, jedoch ohne Säulen zwischen den Anten. Verzichtete man bei dem Bau auf die Anten, spricht man von einem Megaron. Der Astylos ist die einfachste bekannte Form des überdachten Tempelbaus. Sie ist nichtgriechischen (vorgriechischen) Ursprungs, und auch schon in mykenischer Zeit vorzufinden.
Ein Tempel, bei dem die Anten auch auf der Rückseite der Cella vorhanden sind, wird als Doppelastylos bezeichnet. Ein derartiger Tempel findet sich z. B. in Siedlungen der Nuragher wie Dòmu d’Urxia auf Sardinien.

Astylos
Megaron